# Abies hickelii
Abies hickelii ist eine Pflanzenart aus der Gattung der Tannen (Abies). Sie kommt im Süden Mexikos vor.

## Beschreibung
Abies hickelii wächst als immergrüner Baum, der Wuchshöhen von 20 bis 30 Metern erreichen kann. Er bildet eine unregelmäßig geformte Krone aus. Die graue Borke ist in quadratische Platten zerteilt. Die leicht behaarte Rinde der Zweige ist dunkelbraun bis rötlich gefärbt. Die kugeligen bis leicht eiförmigen Knospen sind harzig und enthalten stumpfe Knospenschuppen.
Die fast zweizeilig und breit ausgebreitet an den Zweigen angeordneten, an der Basis verdrehten Nadeln weisen eine Länge von 1,5 bis 3,2 Zentimeter und eine Breite von 1 bis 1,5 Millimeter auf. Ihre Spitze ist oft eingekerbt. An der Nadeloberseite sind sie glänzend dunkelgrün und an der Nadelunterseite blaugrün gefärbt. An der Nadelunterseite findet man 14 bis 16 Stomatareihen.
Die Zapfen stehen auf einem etwa 1 Zentimeter langen Stiel. Die leicht harzigen, dunkelbraun bis violettbraun gefärbten Zapfen sind bei einer Länge von 7 bis 12 Zentimeter und einem Durchmesser von 3,5 bis 7 Zentimeter zylindrisch-länglich. Die 6 bis 7 Millimeter langen Samen besitzen einen rund 1,3 Zentimeter langen, orangegelben Flügel.

## Vorkommen
Abies hickelii kommt im Süden Mexikos in den Bundesstaaten Veracruz, Guerrero, Oaxaca und Chiapas vor.
Man findet sie in Höhenlagen von 1650 bis 3000 Metern.

## Systematik
Abies hickelii wird innerhalb der Gattung der Tannen (Abies) als eine von nur zwei Arten der Untersektion Hickelianae in der Sektion Oiamel zugeordnet. Die Erstbeschreibung erfolgte 1932 durch Fernande Flous und Henri Marcel Gaussen in "Bulletin de la Société d’Histoire Naturelle de Toulouse", Band 64, Seite 24.

### Varietäten
Die Art wird in zwei Varietäten unterteilt:
- Abies hickelii var. hickelii: Sie kommt von den Bundesstaaten Guerrero bis Chiapas vor.
- Abies hickelii var. macrocarpa Martínez (Syn.: Abies hickelii var. oaxacana (Martínez) Farjon & Silba, Abies oaxacana Mart.): Sie kommt in der Nähe von Ixtlan im Bundesstaat Oaxaca vor.

## Gefährdung und Schutz
Abies hickelii wird in der Roten Liste der IUCN als „gefährdet“ geführt. Die Varietät macrocarpa wird in der Roten Liste ebenfalls als „gefährdet“ geführt. Als Hauptgefährdungsgründe werden der extensive Holzeinschlag sowie der Lebensraumverlust in Verbindung mit einer geringen Bestandesdichte genannt. Es wird jedoch darauf hingewiesen, dass bei beiden Einträgen eine neuerliche Überprüfung der Gefährdung nötig ist.